# Guet

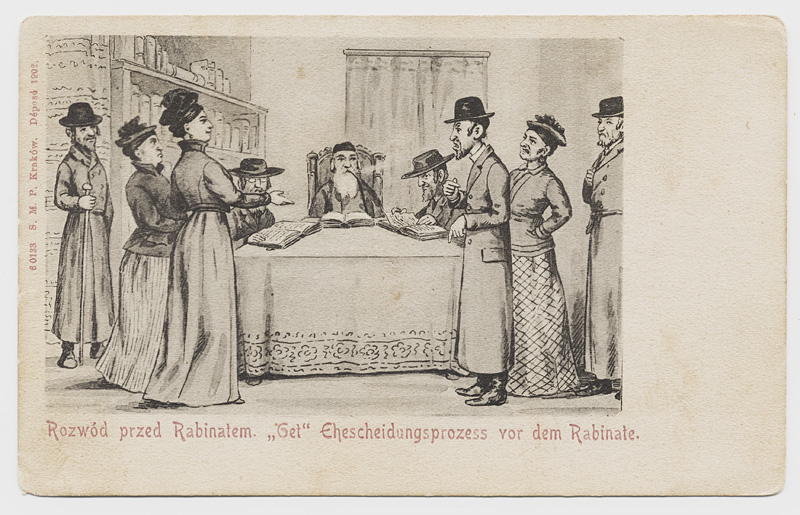
Ilustração da cerimônia do Guet

Guet (do hebraico גט) é o documento de divórcio dentro do judaísmo. De acordo com o tratado Kidushin, do Talmud Babilônico, o guet é um processo legal que exige o consentimento do casal. A outra é a morte do cônjuge.
A lei judáica não proíbe o divorcio, pois reconhece que mais trágico do que a separação, é a infelicidade familiar, o que desmoronou espiritualmente prejudica os pais e as crianças.
A cerimônia do guet consiste com duas testemunhas e de um escriba. O documento é escrito à mão e lido por um rabino ou por um tribunal de três rabinos.
A esposa só pode se casar novamente depois de 92 dias evitando qualquer dúvida sobre a paternidade.